# 賢者
賢者，是日本純種競賽馬匹。生涯活躍於一哩及中距離賽事，曾勝出2016年讀賣盃及2020年打吡公爵挑戰盃，亦於2019年在女皇伊利沙伯錦標中跑獲亞軍。

## 出賽前
2012年4月26日出生於北海道安平町北部牧場，成長於一口馬主俱樂部Carrot Farm Co. Ltd.進行馬主募集。
其後交由栗東訓練中心練馬師高野友和訓練。

## 競賽生涯

### 2歲
2014年11月1日出戰京都競馬場2歲新馬戰，比賽初段選擇於中團位置等待時機，於最後直路由外檔衝出並和Admire Star爭奪位置，可惜敗於對手取得第二。
其後出戰兩歲未勝利戰，本次比賽選擇稍為前置下於直路成功透出，後續繼續拉開對手後以1馬位取得首勝。
年末轉戰草地並以條件戰歐石楠賞作為目標，比賽初段迅速搶佔位置於第三左右逐步推進，然而於直路未能抵擋後方衝出的Beruf之攻勢，最終以第二完賽。

### 3歲
2015年以三級賽京成盃作為首戰，採用居中戰術下於比賽途中稍為墮退，在第四彎道處於第十的位置。進入直路後，其重新加速並逐步上前迫近對手，最終跑獲第三的戰績。
然而於此後，其被發現右前腳膝部骨折，因而前往北海道苫小牧市北部牧場空港分場進行休養。
半年後傷愈復出並一直以條件戰作為目標，於復出戰北辰特別取得星期，其後亦能維持穩定表現，出戰三場賽事取得一冠一亞一殿的戰績。

### 4歲
2016年首戰為條件戰初富士錦標，比賽初段沉穩地維持於中團有遮擋的位置，在直路上瞬間加速下逐步蠶食前方對手，最終壓贏唱作人取得勝利晉級公開賽。
3月12日再度挑戰並出戰中日新聞盃，雖然於比賽初段保持於中團靠後的有利位置，但於直路上未能順利提速，最終僅跑獲第六的戰績。
其後縮程出戰讀賣盃，比賽初段因為漏閘而選擇在後方位置等待時機，於通過彎道時候未有抽出外檔加速，反而於內欄位置逐步發力。進入直路後，其於內欄位置逐步加速並成功突破，最終成功壓制外側的亞瑟神劍及碧海銀鯊，取得首個分級賽勝利。

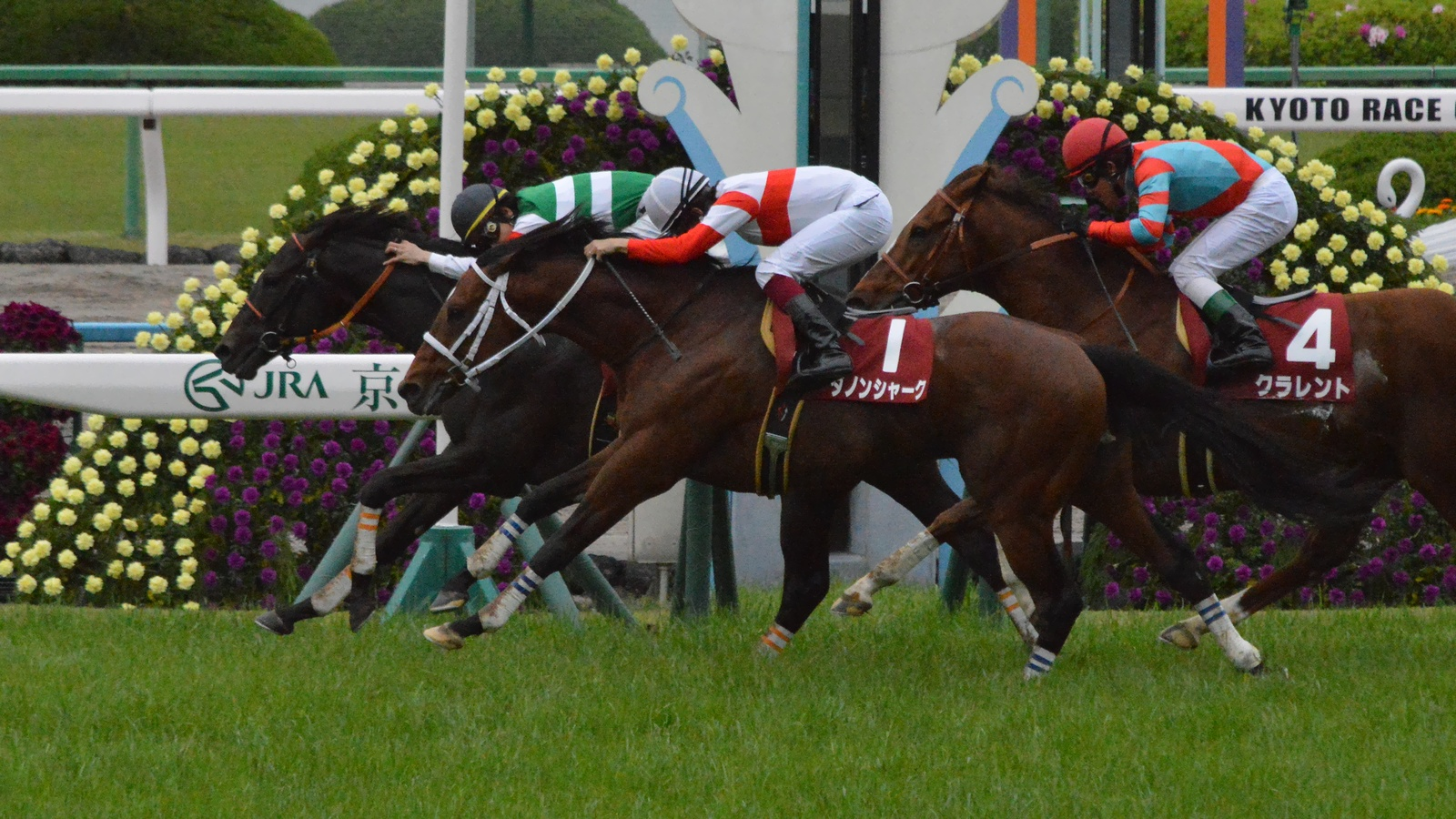
出戰讀賣盃的賢者（左一黑帽）

然而賽後，其再度被發現3歲時的骨折復發，因而第二度進入長期休養。

### 5歲
2017年於讀賣盃復出，為其時隔一年的出賽，但狀態未能調整下跑獲第十。
進入秋季，其以富士錦標作為熱身，選擇後上戰術下於直路成功爆出全場最快末腳速度，可惜未能超越前方佔據優勢的天域龍馬及明媚島，最終以第三落敗。
其後按照計劃出戰一哩冠軍賽，但再度於比賽途中無法發揮速度，最終以第七的戰績完賽。

### 6歲
2018年年初其出戰京都金盃，維持於有利位置逐步加速上前，但於直路上被後方來襲的烏月壓制，最終以3/4馬位差距落敗得第二。
其後於年間繼續出戰各項分級賽，然而出戰三場賽事均未能獲勝及跑入頭五。

### 7歲
2019年1月，其選擇以公開賽北河三錦標作為首戰，但仍然無法取得勝利。
其後，陣營決定安排其遠征澳洲，在3月18日經由成田國際機場出國，並於3月19日抵達肯德百里馬場進行檢疫。
4月6日，其於蘭域馬場出戰其在澳洲的首場賽事唐卡士打一哩賽。比賽開始後，其選擇於中團位置逐步推進，通過第三彎道時雖然稍微後退，但於第四彎道重整姿態再度發力。進入直路後，其於內欄位置展開加速逐步迫近前方，最終僅敗於Brutal、Dreamforce及喜特來取得第四。
1星期後隨即出戰女皇伊利沙伯錦標，比賽初段其處於第1檔起步下繼續留守中團位置，於最後彎道堅守內欄好位。進入直路後，其嘗試於內欄位置加速突圍逐步透出。雖然最終以1 1/2馬位敗於雲絲仙子，但應以可以拉開喜特來取得第二的戰績。
夏季返回日本並出戰札幌紀念作為調整，但未能在直路發揮表現下僅跑獲第八。
其後再度遠征澳洲出戰賽事，目標為覺士盾及麥堅倫錦標，然而再度受限於賽事展開未能發揮優秀表現，分別於以第十三及第八落敗。

### 8歲
稍為休息後於2020年年初出戰東京新聞盃，維持穩定的表現下最終守住一直第五。
4月4日出戰打吡公爵挑戰盃，比賽初段選擇於先頭位置推進，維持穩定的步速逐步進佔有利位置。進入直路後，其隨即於中檔位置望空並突圍，最終拉開後方2馬位取得時隔4年的勝利。
6月按照計劃出戰安田紀念，但最終以第十四大敗。
其後其一直處於放草狀態未有出戰賽事，於12月10日時被發現左前腳出現肌腱炎，陣營考慮其狀態後決定安排其退役。

### 詳細賽績
| 日期       | 舉辦國家 | 馬場   | 距離   | 級別 | 賽事名稱              | 負重 | 騎師       | 馬號 | 出馬 | 名次 | 時間     | 頭馬（二馬）    |
| ---------- | -------- | ------ | ------ | ---- | --------------------- | ---- | ---------- | ---- | ---- | ---- | -------- | --------------- |
| 1/11/2014  | 日本     | 京都   | 泥1800 |      | 2歲新馬               | 55   | 布達德     | 4    | 11   | 2    | 1:56.9   | Admire Star     |
| 22/11/2014 | 日本     | 京都   | 泥1800 |      | 2歲未勝利             | 55   | 布達德     | 7    | 14   | 1    | 1:54.8   | （天照肯州）    |
| 27/12/2014 | 日本     | 阪神   | 草2000 |      | 歐石楠賞              | 55   | 布宜學     | 4    | 12   | 2    | 2:02.5   | Beruf           |
| 18/1/2015  | 日本     | 中山   | 草2000 | GIII | 京成盃                | 56   | 內田博幸   | 5    | 17   | 3    | 2:02.3   | Beruf           |
| 2/8/2015   | 日本     | 札幌   | 草2000 |      | 北辰特別              | 54   | 池添謙一   | 1    | 9    | 1    | 2:00.7   | （Rawhide）     |
| 22/8/2015  | 日本     | 札幌   | 草2600 |      | 札幌日刊體育盃        | 54   | 池添謙一   | 12   | 14   | 4    | 2:41.0   | Twinkle         |
| 22/11/2015 | 日本     | 京都   | 草2000 |      | 嵯峨野特別            | 55   | 池添謙一   | 8    | 9    | 3    | 1:59.6   | Good Spirits    |
| 19/12/2015 | 日本     | 阪神   | 草1800 |      | 3歲以上1000萬獎金以下 | 56   | 池添謙一   | 1    | 11   | 1    | 1:46.8   | （Famous End）  |
| 17/1/2016  | 日本     | 中山   | 草1800 |      | 初富士錦標            | 56   | 貝湯美     | 14   | 14   | 1    | 1:47.8   | （唱作人）      |
| 12/3/2016  | 日本     | 中京   | 草2000 | GIII | 中日新聞盃            | 55   | 福永祐一   | 18   | 18   | 6    | 2:01.6   | 里見貴族        |
| 24/4/2016  | 日本     | 京都   | 草1600 | GII  | 讀賣盃                | 56   | 松山弘平   | 2    | 15   | 1    | 1:32.6   | （碧海銀鯊）    |
| 23/4/2017  | 日本     | 京都   | 草1600 | GII  | 讀賣盃                | 57   | 松山弘平   | 9    | 11   | 10   | 1:33.1   | 明媚島          |
| 21/10/2017 | 日本     | 東京   | 草1600 | GIII | 富士錦標              | 57   | 內田博幸   | 13   | 15   | 3    | 1:35.2   | 天域龍馬        |
| 19/11/2017 | 日本     | 京都   | 草1600 | GI   | 一哩冠軍賽            | 57   | 薛達祺     | 10   | 18   | 7    | 1:34.1   | 波斯劍客        |
| 6/1/2018   | 日本     | 京都   | 草1600 | GIII | 京都金盃              | 57.5 | 濱中俊     | 13   | 13   | 2    | 1:34.4   | 烏月            |
| 4/2/2018   | 日本     | 東京   | 草1600 | GIII | 東京新聞盃            | 56   | 濱中俊     | 7    | 16   | 8    | 1:34.5   | 雍容白荷        |
| 20/10/2018 | 日本     | 東京   | 草1600 | GIII | 富士錦標              | 57   | 石川裕紀人 | 12   | 18   | 9    | 1:32.4   | 火之呼喚        |
| 10/11/2018 | 日本     | 東京   | 泥1600 | GIII | 武藏野錦標            | 57   | 石川裕紀人 | 12   | 16   | 8    | 1:35.7   | Sunrise Nova    |
| 6/1/2019   | 日本     | 中山   | 泥1800 | OP   | 北河三錦標            | 57   | 莫艾誠     | 8    | 13   | 4    | 1:54.0   | T O Energy      |
| 6/4/2019   | 澳洲     | 蘭域   | 草1600 | GI   | 唐卡士打一哩賽        | 53   | 貝湯美     | 8    | 20   | 4    | 記錄缺失 | Brutal          |
| 13/4/2019  | 澳洲     | 蘭域   | 草2000 | GI   | 女皇伊利沙伯錦標      | 59   | 貝湯美     | 5    | 9    | 2    | 記錄缺失 | 雲絲仙子        |
| 18/8/2019  | 日本     | 札幌   | 草2000 | GII  | 札幌記念              | 57   | 丸山元氣   | 2    | 14   | 8    | 2:01.0   | 防爆裝束        |
| 26/10/2019 | 澳洲     | 滿利谷 | 草2040 | GI   | 覺士盾                | 59   | 貝湯美     | 3    | 18   | 13   | 記錄缺失 | 雍容白荷        |
| 9/11/2019  | 澳洲     | 費明頓 | 草2000 | GI   | 麥堅倫錦標            | 59   | 麥維凱     | 6    | 16   | 8    | 記錄缺失 | 巫師杖          |
| 9/2/2020   | 日本     | 東京   | 草1600 | GIII | 東京新聞盃            | 57   | 霍禮義     | 4    | 16   | 5    | 1:33.2   | 大場面          |
| 4/4/2020   | 日本     | 中山   | 草1600 | GIII | 打吡公爵挑戰盃        | 57   | 石橋脩     | 4    | 16   | 1    | 1:32.8   | （Bom Servico） |
| 7/6/2020   | 日本     | 東京   | 草1600 | GI   | 安田記念              | 58   | 石橋脩     | 4    | 14   | 14   | 1:33.8   | 放聲歡呼        |

## 退役後
退役後，賢者成為了配種馬，被輸出至土耳其貝沙省Karacabey牧場休養，在2021年進行配種。首批子嗣於2022年出生，可於2024年出賽。
2023年，其被轉移至伊士麥省Torbaki牧場繼續配種。
2024年其再度被轉移陣地，落腳阿達納省Seyhan牧場。

## 血統簡介
父系夏威夷王爲日本賽駒，生涯戰績極爲優秀，僅得一戰未能獲勝，曾勝出一級賽NHK一哩賽及東京優駿，爲日本史上首匹贏得變則二冠的賽駒。祖父金滿寶爲美國生產的法國賽駒，曾三勝一級賽，亦爲近代著名種馬之一。
母系Addicted為德國賽駒，生涯戰績不俗，曾勝出三級賽德國橡樹大賽預賽。外祖父多力達為英國生產的阿聯酋賽駒，生涯戰績優秀，曾勝出紀爾斯大賽及短途盃錦標。

### 血統表
| 父線：金滿寶系（淘金者系）       |                          |            |                    |
| 種馬 夏威夷王 2001年（棗色）     | 金滿寶 1990年（棗色）    | 淘金者     | Raise a Native     |
| 種馬 夏威夷王 2001年（棗色）     | 金滿寶 1990年（棗色）    | 淘金者     | Gold Digger        |
| 種馬 夏威夷王 2001年（棗色）     | 金滿寶 1990年（棗色）    | Miesque    | 雷利耶夫           |
| 種馬 夏威夷王 2001年（棗色）     | 金滿寶 1990年（棗色）    | Miesque    | Pasadoble          |
| 種馬 夏威夷王 2001年（棗色）     | Manfath 1991年（深棗色） | 最後大官   | Try My Best        |
| 種馬 夏威夷王 2001年（棗色）     | Manfath 1991年（深棗色） | 最後大官   | Mill Princess      |
| 種馬 夏威夷王 2001年（棗色）     | Manfath 1991年（深棗色） | Pilot Bird | Blakeney           |
| 種馬 夏威夷王 2001年（棗色）     | Manfath 1991年（深棗色） | Pilot Bird | The Dancer         |
| 繁殖雌馬 Addicted 2006年（灰色） | 多力達 1995年（深棗色）  | 警告       | Known Fact         |
| 繁殖雌馬 Addicted 2006年（灰色） | 多力達 1995年（深棗色）  | 警告       | Slightly Dangerous |
| 繁殖雌馬 Addicted 2006年（灰色） | 多力達 1995年（深棗色）  | Arvola     | 鞍匠井             |
| 繁殖雌馬 Addicted 2006年（灰色） | 多力達 1995年（深棗色）  | Arvola     | Park Appeal        |
| 繁殖雌馬 Addicted 2006年（灰色） | Astica 1989年（灰色）    | Surumu     | Literat            |
| 繁殖雌馬 Addicted 2006年（灰色） | Astica 1989年（灰色）    | Surumu     | Surama             |
| 繁殖雌馬 Addicted 2006年（灰色） | Astica 1989年（灰色）    | Auenliebe  | Pentathlon         |
| 繁殖雌馬 Addicted 2006年（灰色） | Astica 1989年（灰色）    | Auenliebe  | Allergie           |
| 雌系：號族：2-n                  |                          |            |                    |
| 五代內近親交配：北地舞人 5×5×5   |                          |            |                    |

## 命名由來
名字Kluger（クルーガー）於德語中，意思即是「賢德」，香港直接以「賢者」作為翻譯。

## 外部連結
- 賢者 netkeiba.com （页面存档备份，存于）
- 血統表